# The Anti-Group
The Anti-Group Communications, anche conosciuti come T.A.G.C., originalmente The Anti-Group (utilizzato anche in soluzioni grafiche alternative, come ad esempio The Anti Group) sono un gruppo musicale britannico fondato nel 1984 come progetto parallelo dei Clock DVA e concepito come un gruppo collettivo aperto sperimentale e multimediale focalizzato su ricerche e produzioni audio, video e testuali, così come su performance e installazioni.

## Nome
L'acronimo T.A.G.C. è anche inteso a rappresentare i quattro nucleotidi che formano il DNA (timina, adenina, guanina e citosina).

## Storia
L'idea originale del gruppo viene a Adi Newton e Steven James Turner fin dal 1978, ma solamente nel 1985 viene messa in atto con la realizzazione di alcuni cortometraggi e in seguito iniziando l'attività di registrazione audio.
Nel 2005, viene distribuito il CD Psychoegoautocratical Auditory Physiogomy Delineated sotto il nome T.A.G.C. senza il coinvolgimento o l'approvazione di Adi Newton.
Dopo anni di silenzio, Adi Newton con la sua partner creativa Jane Radion Newton riattiva T.A.G.C. per una performance dal vivo all'Equinox Festival a Londra nel giugno del 2009.
Nel 2013 la formazione suona all'Incubate Festival di Tilburg, nei Paesi Bassi.

## Formazione

### Formazione attuale
- Adi Newton

## Discografia parziale

### Album
- 1985 - The Delivery - Atonal Records LP ST3006
- 1986 - Digitaria - Sweatbox LP SAX012 / CD SACD012 / Cass SAXC012
- 1987 - Meontological Research Recording - Record 1 - Sweatbox LP SAX013
- 1988 - Meontological Recordings - Record 2: Teste Tones - Side Effects LP SER12
- 1989 - Broadcast Test - Wax Trax 12" WAX9104 / Big Sex Records 12" Big Sex 002
- 1994 - Burning Water - Anterior Research Recordings CD ARR004 / Side Effects CD DFX17
- 1994 - Iso-Erotic Calibrations - Anterior Research Recordings CD ARR003
- 2020 - THE ANTI GROUP "4 X 12" CD / PERIPHERAL MINIMAL RECORDS / ARMComm / Peripheral Minimal PM27
- 2020 - ORGAN NEEDLES Limited Edition Box inc 1xUSB card / 10 dOUBLE SIDED Art Cards / Printed Tote / Anterior Research Media Comm – 005 / USB 02
- 2021 - Meontological Research Recording III - Transmission from the Trans Yuggothian Broadcast Station / Anterior Research Media Comm - Rizosfera/NUKFM - NUBKFM 013 (Book + USB Card)

### Raccolte
- 1994 - Audiophile (Side Effects, CD)

### Singoli ed EP
- 1985 - Ha/Zulu (Sweatbox, 12")
- 1987 - Big Sex (Sweatbox 12"/7")
- 1989 - Broadcast Test (Wax Trax/Big Sex Records, 12")
- 1994 - Audiophile (Anterior Research Recordings, CD)
- 2005 - Psychoegoautocratical Auditory Physiogomy Delineated (Die Stadt maxi-CD)
- 2018 - OBSOLETE CAPITALISM AND ADI NEWTON / TAG - CHAOS VARIATION III • VINYL 12 / 45 / NURKFM004 [ITA]